# 五七調
五七調，一種定型詩格律，應用於和歌與日文詩之中。使用五七調的詩，每個詩句由五個音拍（五個假名），接續七個音拍（七個假名）接續而成。被認為具備樸素而感染力強的特徵。在《萬葉集》中收集的和歌，主要以五七調為主，著名的詩有君之代等。在和歌中，另一個常見格律為七五調。
現代的日文歌曲中，也有以五七調來進行創作的歌曲，如日本軍歌海行兮。